# MMM (singolo)
MMM è un singolo della cantautrice rumena Minelli, pubblicato il 18 marzo 2022.
È stato riconosciuto con il Romanian Music Award al miglior dance.

## Video musicale
Il video musicale, diretto da Bogdan Daragiu, è stato reso disponibile in concomitanza con l'uscita del brano attraverso il canale YouTube dell'interprete.

## Tracce
Testi di Luisa Ionela Luca, musiche di Luisa Ionela Luca e Viky Red.
Download digitale, streaming
1. MMM – 3:12

Download digitale, streaming – Maesic Remix
1. Nothing Hurts (Maesic Remix) – 2:21

## Formazione
- Minelli – voce
- Viky Red – produzione

## Classifiche

### Classifiche settimanali
| Classifica (2022-25) | Posizione massima |
| -------------------- | ----------------- |
| Bielorussia          | 40                |
| Bulgaria             | 4                 |
| Kazakistan           | 39                |
| Lituania             | 62                |
| Moldavia             | 8                 |
| Polonia              | 1                 |
| Russia               | 11                |
| Ucraina              | 3                 |

### Classifiche di fine anno
| Classifica (2022) | Posizione |
| ----------------- | --------- |
| Polonia           | 34        |
| Russia            | 175       |
| Ucraina           | 38        |
| Classifica (2023) | Posizione |
| Bielorussia       | 95        |
| Moldavia          | 30        |
| Ucraina           | 20        |
| Classifica (2024) | Posizione |
| Bielorussia       | 126       |